# Rogers Cup 2016
Rogers Cup 2016 — профессиональный теннисный турнир, проводившийся в Монреале и Торонто, Канада на хардовых кортах. Мужской турнир проводится в 127-й раз, имея в этом году категорию Мастерс; женское же соревнование проводится в 115-й раз и принадлежит к серии Премьер 5. Оба одиночных приза входили в цикл турниров US Open Series. Турнир прошёл с 25 по 31 июля.
Прошлогодние победители:
- мужской одиночный разряд —  Энди Маррей
- женский одиночный разряд —  Белинда Бенчич
- мужской парный разряд —  Боб Брайан /  Майк Брайан
- женский парный разряд —  Бетани Маттек-Сандс /  Луция Шафаржова

## Общая информация
Мужской одиночный турнир собрал шесть представителей топ-10 мирового рейтинга. На турнир по разным причинам не смогли приехать № 2 в мире и прошлогодний чемпион Энди Маррей, № 3 и двукратный победитель турнира Роджер Федерер, № 4 и трёхкратный чемпион турнира Рафаэль Надаль, а также № 10 и победитель розыгрыша 2014 года Жо-Вильфрид Тсонга. Первым номером посева стал лидер мировой классификации Новак Джокович. Серб смог подтвердить статус фаворита и выиграл турнир, не отдав своим соперникам ни одного сета. В финале он обыграл третьего сеянного Кэя Нисикори. Джокович в четвёртый раз победил на местных соревнованиях (до этого в 2007, 2011 и 2012 годах). В основном турнире приняли участие три представителя России и только один из них — Михаил Южный — преодолел первый раунд.
В мужском парном турнире победу одержали третьи номера посева — Иван Додиг и Марсело Мело. В финале они обыграли вторых номеров посева —
Джейми Маррея и Бруно Соареса. Первая сеянная пара и прошлогодние победители братья Брайаны защищали свой титул, однако в четвертьфинале уступили № 5 посева — Флорину Мердже и Хорие Текэу.
В женском одиночном турнире должны были принять участие девять представительниц топ-10. Не смогла принять участие в турнире Виктория Азаренко. Ещё две теннисистки снялись незадолго до турнира: лидер мирового рейтинга Серена Уильямс и третья ракетка Гарбинье Мугуруса. Прошлогодняя чемпионка Белинда Бенчич также не смогла выступить из-за травмы левого запястья. Главным претендентом на победу в отсутствие Серены Уильямс становилась вторая сеянная Анжелика Кербер. Немка смогла дойти до полуфинала, где проиграла пятому номеру посева —
Симоне Халеп. Румынка, в свою очередь, второй год подряд вышла в финал местного турнира. В отличие от прошлого раза, она смогла завоевать титул, переиграв в решающем матче № 10 посева — Мэдисон Киз. В основной сетке турнира приняло участие шесть представительниц из России. Из них три: Дарья Касаткина, Светлана Кузнецова (№ 9 посева) и Анастасия Павлюченкова (№ 16 посева) смогли добраться до четвертьфинала.
Парный приз у женщин достался четвёртым сеянным на турнире Елене Весниной и Екатерине Макаровой. В финале они обыграли румынок Монику Никулеску и Симону Халеп, которые получили уайлд-кард для участия в турнире. Первые номера посева Саня Мирза и Мартина Хингис в четвертьфинале проиграли американскому дуэту — Кристине Макхейл и Эйже Мухаммад. Прошлогодние победительницы, Бетани Маттек-Сандс и Луция Шафаржова, не защищали титул, однако приняли участие в турнире в разных альянсах. Маттек-Сандс в паре с Хезер Уотсон проиграла во втором раунде, а Шафаржова в команде с Тимеей Бабош — уже в первом.

## Соревнования

### Мужчины. Одиночный турнир
Новак Джокович обыграл  Кэя Нисикори со счётом 6-3, 7-5.
- Джокович выигрывает 7-й одиночный титул в сезоне и 66-й за карьеру в основном туре ассоциации.
- Нисикори сыграл 4-й одиночный финал в сезоне и 19-й за карьеру в основном туре ассоциации.

### Женщины. Одиночный турнир
Симона Халеп обыграла  Мэдисон Киз со счётом 7-6(2,) 6-3.
- Халеп выигрывает 3-й одиночный титул в сезоне и 14-й за карьеру в туре ассоциации.
- Киз сыграла 3-й одиночный финал в сезоне и 5-й за карьеру в туре ассоциации.

### Мужчины. Парный турнир
Иван Додиг /  Марсело Мело обыграли  Джейми Маррея /  Бруно Соареса со счётом 6-4, 6-4.
- Додиг выигрывает 1-й парный титул в сезоне и 5-й за карьеру в основном туре ассоциации.
- Мело выигрывает 1-й парный титул в сезоне и 20-й за карьеру в основном туре ассоциации.

### Женщины. Парный турнир
Елена Веснина /  Екатерина Макарова обыграли  Монику Никулеску /  Симону Халеп со счётом 6-3, 7-6(5).
- Веснина выигрывает 1-й парный титул в сезоне и 13-й за карьеру в туре ассоциации.
- Макарова выигрывает 1-й парный титул в сезоне и 7-й за карьеру в туре ассоциации.